# Mad Men
Mad Men este un serial TV american dramatic, care este produs din anul 2007, fiind transmis pe postul AMC. A primit mai multe premii, ca de exemplu Premiul Globul de Aur pentru cel mai bun serial dramatic sau Premiul Emmy pentru cel mai bun serial dramatic.

## Acțiune
În centrul acțiunii se află Don Draper, care se pare că ar avea succes la agenția publicitară unde lucrează. Acțiunea are loc prin anii 1960 în orașul New York. Filmul caută să readucă atmosfera socială și portul oamenilor din deceniile trecute.

## Legături externe
- Site web oficial
- Mad Men la Internet Movie Database
- Mad Men on Emmys.com
- Mad Men la TV.com
- Mad Men la TV Guide
- Seeing History in Mad Men, an interactive timeline as of 2010 by The New York Times
- Mad Men la CineMagia